# NGC 1026
NGC 1026 је лентикуларна галаксија у сазвежђу Кит која се налази на NGC листи објеката дубоког неба.
Деклинација објекта је + 6° 32' 40" а ректасцензија 2h 39m 19,2s. Привидна величина (магнитуда) објекта NGC 1026 износи 12,7 а фотографска магнитуда 13,7. NGC 1026 је још познат и под ознакама UGC 2145, MCG 1-7-18, CGCG 414-33, NPM1G +06.0110, PGC 10055.